# Gårdsjön (Örkeneds socken, Skåne)
Gårdsjön är en sjö i Osby kommun i Skåne och ingår i Skräbeåns huvudavrinningsområde. Sjön är 6 meter djup, har en yta på 0,112 kvadratkilometer och är belägen 95,3 meter över havet.
Vid Gårdsjön ligger kulturreservatet Örnanäs.

## Delavrinningsområde
Gårdsjön ingår i det delavrinningsområde (624517-140620) som SMHI kallar för Mynnar i Vielången. Medelhöjden är 98 meter över havet och ytan är 2,36 kvadratkilometer. Det finns ett avrinningsområde uppströms, och räknas det in blir den ackumulerade arean 8,86 kvadratkilometer. Vattendraget som avvattnar avrinningsområdet har biflödesordning 2, vilket innebär att vattnet flödar genom totalt 2 vattendrag innan det når havet efter 59 kilometer. Avrinningsområdet består mestadels av skog (86 procent). Avrinningsområdet har 0,28 kvadratkilometer vattenytor vilket ger det en sjöprocent på 11,6 procent.